# 애드사운드
애드사운드(AD Sound)는 대한민국 최초로 방송 및 각종 기업의 서비스로 품질의 우수성을 널리 인정받고 있는 성우 녹음 전문회사이다. 음성녹음을 대표하지만 효과음 및 음악 또한 제작하며 개인 및 회사용 비즈링(통화연결음)까지 제작을 하고 있다. 애드사운드는 또한 자체적으로 자연번역센터를 운영하여 이제 한발 더 나아가 번역과 녹음을 한 묶음으로 해결할 수 있는 로컬라이징 회사로 발전하고 있다. 현재 대한민국의 협회 및 언더성우와는 대부분 연계되어 있으며 국내 음성데이터 구축은 상당한 수준에 있다. 이제는 글로벌 기업으로 나아가기 위해 국내 뿐 아니라 세계 주요 언어의 성우 및 음성데이터 그리고 번역가와 감수자 정보를 확대 및 확보하였다.

## 품목
- 음성 콘텐츠: 비즈링, 통화연결음, 음성/효과음 벨, 음성드라마, 축전 메시지
- 전문 음성 데이터베이스: 음성 합성, 음성 인식, 텔레매틱스
- 게임 효과음: 모바일 게임, 온라인 게임, 기타 게임 효과음
- 음향 효과: 자동교환 녹음, ARS, VMS, UMS, CTI, 녹음 메시지 예문

## 음성기술
- 전문 디지털 녹음기술: 현재 대한민국 500여 기업 및 기관, 각종 단체 ARS, UMS, VMS, CTI 주요 음성 안내 시스템 저장 및 개발
- 차세대 핵심 녹음기술: 음성합성, 음성인식, 텔레매틱스 시스템 개발, 음성 데이터베이스 구축

## 녹음 성우
녹음 성우는 각 방송회사 성우극회를 참조하기 바란다.
- 문화방송 성우극회
- 한국방송 성우극회
- 교육방송 성우극회
- 온미디어 성우극회
- 대교방송 성우극회
- 대원방송 성우극회
- 기독교방송 성우극회
- 가톨릭평화방송 성우극회

## 같이 보기
- 한국성우협회